# Антелао
Антелао (итал.  Antelao) — гора в итальянской области Венеция.

## Описание
Гора Доломитовых Альп (3263 м), самая высокая после Мармолады. Она слегка возвышается к востоку от бассейна Кортины. Впервые на вершину поднялся в 1862 году Дж. Осси.